# Коцаба, Руслан Петрович
Руслан Петрович Коцаба (укр. Руслан Петрович Коцаба; род. 18 августа 1966, Ивано-Франковск, УССР, СССР) — украинский журналист, блогер, общественный деятель, политзаключённый.
Стал широко известен своими призывами в январе 2015 года бойкотировать четвёртую волну мобилизации на Украине. За призыв бойкотировать мобилизацию суд в мае 2016 года признал Коцабу виновным в препятствовании законным действиям Вооружённых сил Украины в особый период. Его приговорили к 3,5 года лишения свободы с конфискацией имущества. Провёл в заключении 524 дня. Был оправдан в апелляционном суде и выпущен на свободу в июле 2016 года.

## Биография
Родился 18 августа 1966 года в городе Ивано-Франковске. В 1983 году окончил среднюю школу № 15 Ивано-Франковска. С 1984 по 1986 год проходил службу в рядах Советской Армии в Псковской области РСФСР.
В конце 1980-х — начале 1990-х был членом Студенческого Братства. В октябре 1990 года — участник «Революции на граните».
В 1992 году окончил Львовский лесотехнический институт по специальности «Эколог». Возглавлял Ивано-Франковскую областную рыбинспекцию и миграционную службу. Являлся руководителем Мемориала им. Василия Стуса и директором музея освободительной борьбы Степана Бандеры в Ивано-Франковске.
Во время Оранжевой революции был руководителем палаточного городка. В 2006 году был председателем Ивано-Франковской областной организации партии «Пора». Входил в политсовет «Поры». С 2007 по 2012 год на платной основе являлся помощником народного депутата Верховной рады Украины VI созыва от фракции «Наша Украина — Народная самооборона» Владислава Каськива.
На промежуточных выборах в парламент Украины в мае 2014 года был зарегистрирован как самовыдвиженец по округу № 83 (Ивано-Франковск), где набрал 1,17 % голосов избирателей. Накануне дня голосования Коцаба объявил о снятии своей кандидатуры в пользу Владимира Чорноуса. На президентских выборах 2014 года голосовал за Петра Порошенко.
До конца 2014 года работал специальным внештатным корреспондентом (стрингером) украинского телеканала «112». Освещал ход военных действий на Донбассе, посещая обе стороны конфликта и объехав, по собственным словам, всю фронтовую линию (от Новоазовска до Краматорска). В своих материалах критически оценивал действия украинских вооружённых сил. До заключения годового контракта с каналом «112», более трёх лет проработал собственным корреспондентом «ZIK» по Ивано-Франковской области.

## Уголовное преследование
Накануне первого этапа Четвёртой волны мобилизации в середине января 2015 года Коцаба опубликовал на YouTube видеообращение «Я против мобилизации» (к январю 2016 года число его просмотров составило 400 000 человек), в котором заявил о своём нежелании идти в армию (к этому моменту он уже пережил инсульт и страдал гипертрофией сердечной мышцы) и призвал всех «адекватных людей» поступить так же, так как в стране не было объявлено военное положение. Также он заявил, что «мне лучше от двух до пяти лет отсидеть в тюрьме, чем идти на сознательное убийство своих соотечественников, которые живут на востоке… Отказывайтесь от этой мобилизации, потому что это ад, это ужас! Невозможно, чтобы в XXI веке люди убивали других только за то, что те хотят жить отдельно». Сам вооружённый конфликт в Донбассе называл гражданской войной и отмечал, что российских войск там почти нет (кроме военных советников и спецназа, которыми в этом конфликте, по его утверждению, представлены и США). В своих более ранних интервью российским СМИ также высказывался за возможность отдельного существования Донбасса вне Украины.
Позиция Руслана Коцабы привлекла особое внимание со стороны российских СМИ, в первую очередь — телевизионных. Для участия в записи передачи «Специальный корреспондент» на телеканале «Россия» он специально приезжал в Москву.
После этого общественный активист Тарас Демьянов обратился в СБУ с заявлением о совершении уголовного преступления по статьям 111 и 336 УК Украины, обвинив журналиста в государственной измене и уклонении от мобилизации.
В конце января управлением СБУ в Ивано-Франковской области было начато уголовное производство. Процессуальное руководство в производстве осуществляла прокуратура Ивано-Франковской области.

### Арест и судебный процесс
Был задержан 7 февраля в Ивано-Франковске. 8 февраля Ивано-Франковский городской суд избрал ему меру пресечения в виде содержания под стражей на срок 60 дней. В постановлении суда указано, что Руслан Коцаба за вознаграждение работал по заказу телеканала «НТВ» и организовывал сбор провокационных материалов о мобилизации на Украине в присутствии представителя российского телеканала и «пытался в присутствии представителя телеканала государства-агрессора получить у местных жителей интервью провокационного характера». Прокуратура настаивала на этой мере пресечения из-за тяжести обвинения, поскольку Коцаба якобы планировал выехать на территорию Донецкой или Луганской народных республик, сам он опроверг эти планы и просил о домашнем аресте для присмотра за больными родственниками и детьми. На самом заседании Руслан Коцаба отказался считать себя виновным в госизмене и повторно призвал украинцев не идти в армию, сам процесс назвав «судилищем времен Сталина» и «гонением на свободу слова».
Коцабе инкриминировалось нарушение ч. 1 ст. 111 (Государственная измена) и ч. 1 ст. 114-1 (Воспрепятствование законной деятельности Вооружённых Сил Украины и других военных формирований) УК Украины. Согласно санкциям статей Коцабе грозило от 5 до 15 лет заключения. Советник главы СБУ Маркиян Лубкивский заявил, что во время задержания у Коцабы были изъяты материалы, которые могли указывать на совершение преступлений по инкриминируемым ему статьям Уголовного кодекса.
14 февраля 2015 года Апелляционный суд Ивано-Франковской области оставил в силе постановление следователя судьи Ивано-Франковского городского суда об избрании меры пресечения. 24 декабря 2015 года суд в очередной раз продлил срок содержания под стражей — до 22 февраля 2016 года.
В ходе судебного процесса свидетели из военного комиссариата и вооружённых сил не смогли привести примеров, когда видеообращение Коцабы стало причиной отказа от мобилизации и дезертирства, хотя в Ивано-Франковской области показатели мобилизации были самыми низкими по стране (что глава региона Олег Гончарук объяснял спланированной информационной кампанией). Существенную часть свидетелей со стороны обвинения составляли вернувшиеся из зоны военных действий военные, которых призыв Коцабы оскорбил лично и повлиял на условия службы (из-за малого числа новобранцев ротация отслуживших бойцов была затруднена).
Во время заседания 11 мая 2016 года обвинение потребовало признать Коцабу виновным в препятствовании деятельности Вооружённых сил Украины и государственной измене, назначив наказание в виде 13 лет лишения свободы с конфискацией имущества. При этом суд попросили учесть тяжесть инкриминируемого преступления, личность обвиняемого (его положительную характеристику, отсутствие привлечения к ответственности, наличие на иждивении двух несовершеннолетних детей), предлагаемый срок наказания был на два года меньше максимального возможного.
Защитой Коцабы в суде занимались адвокат Игорь Сулима и приглашённая по просьбе обвиняемого адвокат и его сторонник Татьяна Монтян. По мнению Монтян, её подзащитный получит приговор, после чего защита обратится в Европейский суд.

### Реакция на арест
9 февраля международная правозащитная организация Amnesty International призвала власти Украины немедленно освободить журналиста, а 11 февраля назвала Руслана Коцабу узником совести (впервые за 5 лет).

К позиции Руслана Коцабы можно относиться по-разному. Но, арестовывая его за высказывание гражданской позиции, украинская власть нарушает основополагающее право человека на выражение мнений, которое украинцы отстаивали на Майдане.
— Татьяна Мазур, директор Amnesty International — Украина.
Сторонники журналиста указывали, что статья 30 закона «Об информации» освобождает граждан от ответственности за высказывание оценочных суждений, в частности — критики, а в законодательстве нет запрета работы на иностранные телеканалы и юридического определения понятию «провокация». После задержания и ареста Коцабы в социальных сетях началась акция «ЯКоцаба», также в его защиту выступила бывший депутат Рады от Партии регионов Ирина Бережная.
9 февраля Независимый медиа-профсоюз Украины (НМПУ) выразил свою обеспокоенность решением суда о содержании под стражей Коцабы. НМПУ считает, что призывы блогера бойкотировать мобилизацию в условиях войны вписываются в антиукраинскую информационную кампанию, а взятие под стражу журналиста было формально правомерным согласно украинскому законодательству. Однако это создаёт прецедент, когда каждый журналист или общественный деятель за высказывания, которые противоречат официальной позиции властей, может быть обвинён в государственной измене.
10 февраля Украинский Хельсинкский союз по правам человека назвал арест Коцабы «преследованием по политическим мотивам». Председатель правления организации Евгений Захаров заявил, что Коцабу можно считать «политическим заключённым», а арест на 60 суток нарушает право на свободу (статья 5 Европейской Конвенции по правам человека) и является непропорциональной реакцией государства. Член правления Украинского Хельсинкского союза по правам человека Владимир Яворский считает, что выступления против мобилизации не являются правонарушением на Украине — это лишь выражение собственного мнения.
В тот же день уполномоченная по правам человека Валерия Лутковская заявила, что считает недопустимым в демократическом обществе такое ограничение свободы, как в деле Коцабы, и видит в его аресте признаки нарушения статьи 10 Европейской Конвенции по правам человека.
В то же время юрист Института массовой информации Роман Головенко видел в видеообращении Руслана Коцабы нарушение статьи 114-1 Уголовного кодекса Украины.
В июне 2017 года Коцаба получил грамоту «За особые заслуги» от Киевской областной организации Национального союза журналистов Украины в качестве поддержки перед судебным заседанием.

### Приговор и апелляция
12 мая 2016 года решением Ивано-Франковского городского суда был приговорён к 3,5 годам лишения свободы. Суд не усмотрел в действиях подсудимого государственной измены, но квалифицировал их по ст. 114-1 УК Украины (препятствование законным действиям Вооружённых сил Украины в особый период). Его адвокат Татьяна Монтян обжаловала приговор в порядке апелляции.
14 июля 2016 года апелляционный суд Ивано-Франковской области, рассматривая апелляционную жалобу Коцабы, признал его невиновным по всем пунктам обвинения и полностью оправдал, Коцаба был освобождён из-под стражи в зале суда. Всего Коцаба провёл под арестом 524 дня. Своё освобождение связывал с давлением Европы, возможно, Америки.
1 июня 2017 года Высший специализированный суд Украины по рассмотрению гражданских уголовных производств отменил оправдательный приговор Руслану Коцабе, удовлетворив кассационную жалобу, которую подали представители Генпрокуратуры. 29 мая 2018 года апелляционный суд Львовской области оставил без изменений решение Долинского районного суда Ивано-Франковской области; тем самым Коцаба был повторно оправдан.

## Дальнейшая судьба
В июле 2016 года присутствовал на съезде партии «Жизнь», созданной народными депутатами от «Оппозиционного блока» и владельцами (бывшим и нынешним) телеканала «NewsOne» Вадимом Рабиновичем и Евгением Мураевым. По собственным словам, приехал для выражения благодарности последнему за поддержку во время процесса.
В октябре 2016 года принят на работу в качестве журналиста на 17 канал и переехал в Киев. В дальнейшем активно появлялся в проектах сайта «Голос правды», сотрудничал с российскими телеканалами, c 2017 года вёл программу «Я так думаю» на телеканале NewsOne.
8 мая 2019 года правление Ахенской премии мира (нем. Aachener Friedenspreis) сообщило о её вручении украинскому пацифисту Руслану Коцабе, который был выдвинут на её соискание депутатом Левой партии Андреем Гунько (ставшим на Украине персоной нон грата из-за поездок в ДНР и ЛНР). Решение вызвало волну критики в социальных сетях, профессиональном сообществе и СМИ. Немецкие эксперты по Украине, организации и политики выразили свое возмущение этим решением. 10 мая правление премии выступило уже против награждения Коцабы из-за украиноязычного видеоблога лауреата от 22 июня 2011 года, где он на еврейском кладбище Ивано-Франковска заявляет о том, что евреи несут свою долю ответственности за Холокост. Сам пассаж впоследствии был вырезан из оригинального ролика на YouTube, но сохранился в других источниках, а в 2018 году был сохранён отдельным файлом и снабжён немецким переводом. 22 мая правление сообщило об отказе Коцабы от премии и его извинениях и отмежевании от собственных антисемитских высказываний 2011 года. Впрочем, основные тезисы того выступления — в частности, об «ответственности евреев за подъём коммунизма, фашизма и других человеконенавистнических идеологий» — он повторял и позже.
С осени 2019 года — ведущий программы «Прайм-аналитика» на телеканале КРТ.
В 2019 году основал Украинское движение пацифистов вместе с Юрием Шеляженко и Игорем Скрипником. В 2023 году исключён из Украинского движения пацифистов за отказ участвовать в ненасильственном сопротивлении российской агрессии.
26 февраля 2021 года стал одним из учредителей движения «Клуб защиты журналистов».
После начала вторжения России на Украину в феврале 2022 года уравнивал Владимира Зеленского и Владимира Путина, выступил против раздачи оружия населению и обвинял украинцев в отсутствии аналогичных эмоций событиям на востоке страны с 2014 года.
В августе 2022 года он смог уехать из Украины, сопровождая мать с инвалидностью. Впоследствии заявлял, что сделал это незаконно, воспользовавшись коррупцией. В январе 2023 года не пришёл на заседание суда, сообщив о пребывании в США. В начале марта адвокат Руслана Коцабы Светлана Новицкая сообщила в суде, что её подзащитный получил визу в октябре 2022 года, разрешение на въезд предоставил Департамент безопасности США и «Коцаба сейчас оформляется как политический беженец». В США записывал конспирологические видеоблоги с критикой тамошнего положения дел. В дальнейшем известен участием в движении «Другая Украина» Виктора Медведчука.
В августе 2025 г. офис генерального прокурора сообщил о подозрении в совершении Русланом Коцабой и рядом других участников «Другой Украины» ряда преступлений: ч. 3 ст. 436-2 (оправдание, признание правомерной, отрицание вооруженной агрессии Российской Федерации против Украины, глорификация её участников), ч. 3 ст. 109 (действия, направленные на насильственное изменение или свержение конституционного строя или на захват государственной власти), ч. 3 ст. 161 (нарушение равноправия граждан в зависимости от их расовой, национальной принадлежности или религиозных убеждений), ч. 2 ст. 111 (государственная измена); ч. 6 ст. 111-1 (коллаборационная деятельность).

## Инциденты
Есть журналисты, которые нам, как говорится, совсем не журналисты. Которые нам совсем не коллеги. Это те, которые разжигают ненависть. Это действительно беда. Это журналисты, которые должны быть наказаны.
1 июля 2017 года подвергся нападению неизвестных, в произошедшем обвинил членов организации С14.
В ходе эфира в феврале 2018 года на телеканале «ЧП.info» был чуть не избит бывшим депутатом от партии «Свобода» Эдуардом Леоновым после высказываний «війна не тільки на Сході, війна у нас в головах. І я закликаю…» и «Бог усе найкраще розсудить, і війна забере найагресивніших, війна…» (с укр. — «война не только на Востоке, война у нас в головах. И я призываю…» и Бог лучше всёх рассудит, и война заберёт самых агрессивных, война).
5 ноября 2019 года, выступая в программе «Я так думаю», сделал ряд заявлений о событиях пятилетней истории Украины, совпадавших с тезисами российских СМИ и властей данной страны:
- Евромайдан был организован олигархами («евромайдановскими барыгами»), недовольными политикой Виктора Януковича по недопуску их к власти,
- часть участников Евромайдана участвовала в нём на платной основе,
- жители Донбасса восстали против незаконной смены власти в Киеве, для подавления протестов новая власть преступно использовала оружие против мирного населения,
- АТО было провозглашено незаконно, появление ДНР и ЛНР — ответная реакция на этот шаг[56].

При этом сам Коцаба не давал собственных «оценок», взамен обходясь фразами «Вы и я точно знаем» и «это правда, её некуда спрятать» для прикрытия откровенно недостоверных заявлений (вроде провозглашения ДНР и ЛНР в ответ на начало АТО. В реальности создание ДНР было провозглашено за сутки до объявления АТО). Нацсовет провёл внеплановую проверку телеканала NewsOne из-за данного эфира в силу возможного нарушения законов «Об информации» и «О телевидении и радовещании» (запрет информации с призывами свержения конституционного строя, нарушения территориальной целостности, пропаганды войны, разжигания вражды). Генеральный продюсер телеканала Василий Голованов утверждал, что Коцаба не является ведущим телеканала, а только приглашённым «блогером», что и указано в титрах программы (на самом деле Коцабу называли «журналистом»).
В апреле 2020 года Нацсовет назначил внеплановую проверку телеканала из-за программы Руслана Коцабы «Прайм-аналитика» на КРТ (признаки пропаганды агрессии, разжигание ненависти, посягательства на права и свободы, нарушение условий объективной информации).

## Взгляды
Политические взгляды — либертарианец.

## Личная жизнь
Женат на Ульяне Коцабе (в дев. Фокша), две дочери — Кветослава и Зореслава. Жена выпекает торты и пряники на заказ, что после ареста мужа было единственным источником доходов семьи.